# 南京博物院
南京博物院（ナンキンはくぶついん）は中華人民共和国江蘇省南京市玄武区に位置する歴史博物館。北京故宮博物院と並ぶ中国最高峰の総合博物館である。中華民国時代に首都の総合博物館として計画・設計された。2008年2月8日より無料開放された。
南京市城内の東部、中山門の内側にある公園、半山園にある。南京博物院のすぐ近くにある中山門は、日中戦争時に旧日本軍がここから南京市内に入城した場所である。
場所は中山東路312号、敷地面積は8万3,000平方m。

## 沿革

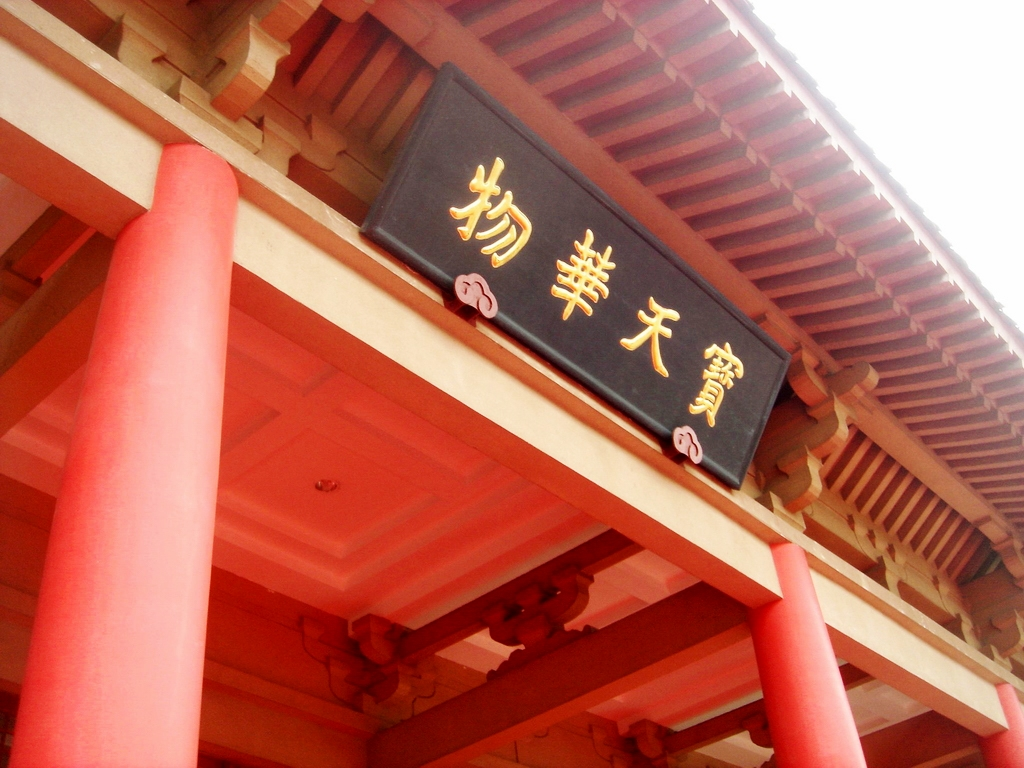
南京博物院の扁額

中華民国政府教育部が1933年に当時の首都南京に開設した「中央博物院」に始まる。もとは「自然」「人文」「芸術」の三部門を置く計画だったが、人文館（現在の歴史陳列館）のみが1948年に開館した。ほかに、北京の歴史博物館（現在の中国国家博物館）は、国民政府時代は「中央博物院北平分院」と呼ばれていた。
1948年、国民政府は北京の故宮、南京の国立中央図書館、中央研究院歴史語言研究所、中央博物院の文物のうち精品を台湾へ避難させ、国立中央博物図書院館聯合管理所を発足させた。1965年に台北市にこれらを展示する博物館が開館したが、これが「中山博物院」、いわゆる国立故宮博物院である。
一方南京には、台湾に運ばれなかった故宮文物が大量に残っており、その大部分が北京故宮に戻されたが一部は南京博物院にとどまり、その展示品となった。北京の故宮博物院からは南京博物院に対して長年返還要求が行われているが、宮廷文物の継承者を自負する南京は自館での展示と保管を主張し今日まで返還に応じていない。
一方、中華人民共和国政府は1950年、中央博物院の南京部分を現在の「南京博物院」へと名称変更した。人文館以外の二館の建設計画は日中戦争や中華人民共和国建国直後の時局などの理由で着工されず、1990年代になって芸術館建設が実現している。
現在は歴史陳列館（歴史博物館）、芸術陳列館（美術館）、所蔵庫の三つの部門からなる。

## 施設

### 歴史陳列館

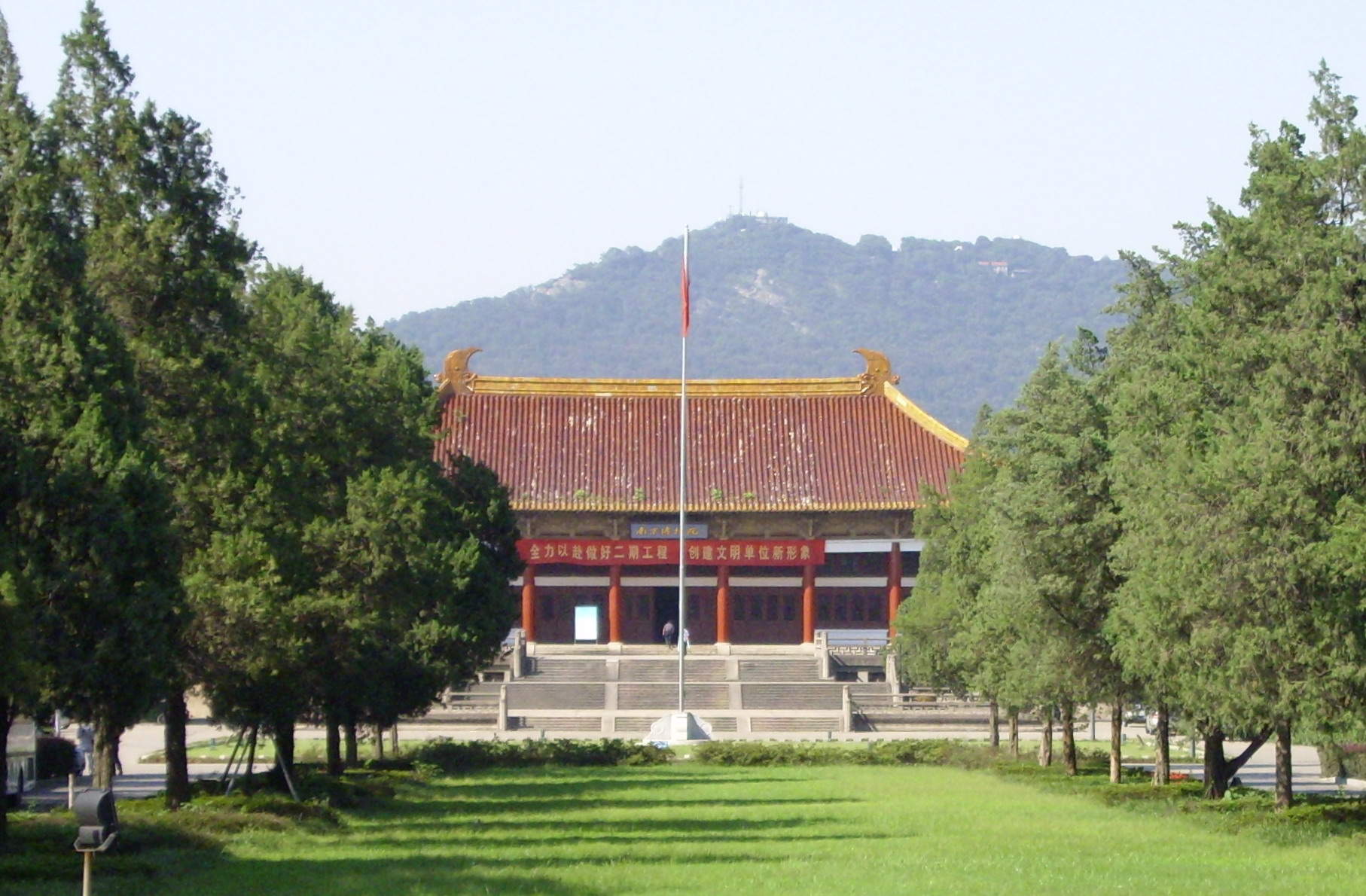
南京博物院・正殿（歴史陳列館）

南京博物院の「正殿」は、もとは国立中央博物院計画にあった「自然」「人文」「藝術」の三館のうちの人文館であった。1936年6月に着工し、第一期工事はほぼ完成していたが直後に日中戦争が起こり建設が中断し、戦後の1948年4月に第一期工程の包括行政楼（管理棟）が完成した。1952年に南京博物院の歴史陳列館が完成した。二棟あわせて面積2,390平方mの広さがある。1990年代に入り、1930年代のもとの計画にあった、二棟を底層でつなぐようになっている展示館も完成した。
設計にあたったのは徐敬直と李恵伯で、梁思成と劉敦楨が設計顧問になっていた。遼代の寺院・宮殿建築を模したもので、大殿・露台・配殿の三部分からなり建築面積は23,000平方mである。芝生の青々とした広い敷地内にある三層の白い石壇の上に、橙色の琉璃瓦を載せた緩やかな大屋根の殿閣が建ち、正面から見ると建物の背後に紫金山を見ることができる。
歴史館は9つの展示室があり、『長江下流の五千年の文明』、『私たちの昨日--祖国の歴史、民族、文化』、『江蘇の考古資料の陳列』の三つの常設展を行っている。

### 芸術陳列館
芸術陳列館は、歴史陳列館の大殿の前方西側に位置する。もとの国立中央博物院計画にあった「藝術館」の建物であるが、完成したのは1999年9月になってからだった。芸術館には珍宝館、青銅館、瓷器館、書画館、玉器館、織綉館、陶芸館、漆芸館、民俗館、現代美術館、名人書画館など11のテーマを設けた展示室があり、展示室面積は12,600平方mの広さをもつ。

### 庫房
南京博物院は中山門と朝天宮を、所蔵品の保管庫として使用してきたが、1992年11月に歴史陳列館の西側に新たに所蔵庫（建築面積3,456平方m）を建設した。文物保管と文物保護の役割を果たしている。

### 所蔵品
南京博物院は現在、42万件の所蔵品をもち、うち国宝級文物と国家一級文物は二千件あまりに達する。

## 入館料・開館時間
- 入館料：無料。ただし入場券受取時に身分証明書（外国人はパスポートなど）が必要[2]。
- 開館時間[3]
  - 月曜日：9:00～12:00（入場は11時まで）
  - 月曜日以外：9:00～17:00（入場は16時まで）

## 交通アクセス
- 南京地下鉄2号線の明故宮駅より徒歩8分。
- バス5路、9路、34路、36路、55路、201路、202路にて中山門で下車[4]。

## 人事
- 院長　龔良
- 副院長　黄魯閩
- 党委書記　徐湖平

## 参照
1. ↑  野嶋剛, 故宮物語：政治の縮図、文化の象徴を語る90話, 勉誠出版, 2006, 東京 ISBN 978-4-585-22146-3　および、「故宮60年 (3) 南京で瀋陽で息づく宝」朝日新聞2009年2月19日
2. ↑  观众参观须知-参观办法-南京博物院
3. ↑  开放时间-开放时间-南京博物院
4. ↑  交通路线-交通路线-南京博物院